# Apol·lodor Píragre
Apol·lodor Píragre (llatí: Apollodorus Pyrăgrus) va ser un important magistrat de la ciutat d'Agírion, a Sicília, i un dels principals testimonis de càrrec contra el pretor Verres, culpable d'extorsió i mala administració, segons diu Ciceró.